# Ludwig Lindenschmit den ældre
Ludwig Lindenschmit den ældre (4. september 1809 i Mainz – 14. februar 1893 sammesteds) var en tysk arkæolog, historiemaler og litograf, bror til Wilhelm Lindenschmit den ældre, far til Ludwig Lindenschmit den yngre.
Lindenschmit uddannede sig først til kunstner i München under Peter von Cornelius, men gik over til arkæologi i 1846. I 1848 beskrev han en gravplads fra merovingertiden i skriftet: Das germanische Todtenlager von Selzen. Han var i 1852 et af de stiftende medlemmer af Römisch-germanisches Centralmuseum i Mainz og derefter dets direktør. Han beskæftigede sig i høj grad med at anskaffe gode afstøbninger og kopier af karakteristiske fortidsfund i andre samlinger.
Lindenschmit ville ikke høre tale om den opdeling af den forhistoriske tid i sten -, bronze- og jernalder, som de nordiske arkæologer forfægtede, men i sit værk Die Altertümer unseringer heidnischen Vorzeit (fire bind, 1858-90), der indeholder tegninger af NOR-oldtidsfund med korte beskrivende tekster, alt udført af ham selv, er fundene alligevel ordnet i afsnittene I, II og III, der helt modsvarer de tre ovennævnte tidsperioder. 
Sammen med Alexander Ecker udgav han Archiv für Anthropologie (i 1866 ff.).

## Øvrige skrifter (udvalg)
- Die vaterländischen Alterthümer der fürstlich hohenzoller'schen Sammlungen zu Sigmaringen ( 1860)
- Handbuch der Deutschen Altertümskunde ( 1880-89)
- Tracht und Bewaffnung den römisch Heere während der Kaiserzeit ( 1882)